# Aristodemos (Philosoph)
Aristodemos (altgriechisch Ἀριστόδημος Aristódēmos) stammt aus Athen. Er war ein jüngerer Zeitgenosse des Sokrates und dessen eifriger Anhänger.
In Platons Dialog Symposion ist er beim Gastmahl des Agathon anwesend. Apollodoros stützt sich auf dessen Augenzeugenbericht, den ihm Sokrates später bestätigt.
Aristodemos wird als klein beschrieben; zudem ahmte er Sokrates auch durch Barfüßigkeit in seinem äußeren Habitus nach. Eigenes philosophisches Gewicht besaß er offenbar nicht, sodass er in Platons Dialog aufgrund seiner persönlichen Treue zwar als Berichterstatter, nicht jedoch als Redner während des Gastmahls auftritt. Sokrates’ Gespräch mit Aristodemos über Religion, das Xenophon in den Memorabilia (Erinnerungen an Sokrates) schildert, soll Sokrates’ Bemühungen illustrieren, in kleinerem Kreis Menschen verschiedener Herkunft „zur Tugend zu ermahnen“ und dadurch „seine Umgebung besser zu machen“.
Außer bei Platon und Xenophon ist Aristodemos nicht bezeugt.